# Agostino Argenti
Agostino Argenti (Ferrara, ... – Ferrara, 1576) è stato un letterato italiano.

## Biografia
Fu autore della favola pastorale Lo sfortunato, rappresentata nel 1567 a Ferrara. La favola influenzò notevolmente l'Aminta di Torquato Tasso.